# Room Service Tour
Room Service Tour è il tour musicale a supporto dell'album Room Service, pubblicato nel settembre 2004, dal cantante rock canadese Bryan Adams.
Nel corso del Tour, iniziato nel settembre del 2004 a Dornbirn in Austria, si sono svolti concerti in diverse nazioni fra le quali: Belgio, Germania, Regno Unito, Spagna, Portogallo, Australia, Giappone, Italia, Canada e Stati Uniti d'America.
Nel gennaio 2005 un concerto sold out con circa 20.000 persone presso il Pavilhão Atlântico di Lisbona viene registrato in video per celebrare i 25 anni di carriera dell'artista; Bryan Adams Live In Lisbon viene pubblicato nel dicembre 2005.
In Italia si tengono 3 concerti nel settembre 2005, a Milano, Torino e Genova.
Nel corso del tour nel 2005 si sono svolti 26 concerti negli Stati Uniti d'America insieme ai Def Leppard.
Con il concerto del 2006 a Karachi, Adams è diventato il primo artista occidentale ad esibirsi in Pakistan dopo gli Attentati dell'11 settembre 2001.

## Artisti d'apertura
- Shannon Noll (Australia)
- Vanessa Amorosi (Australia)
- Daniel Powter (Europa)
- João Pedro Pais (Spagna e Portogallo)

## Room Service Tour 2004/2005 - (date)
| Numero | Data     | Luogo                                                                            | Bandiera                    | Nazione               |
| ------ | -------- | -------------------------------------------------------------------------------- | --------------------------- | --------------------- |
| 1      | 19/09/04 | Messestadion, Dornbirn                                                           | Austria (bandiera)          | Austria               |
| 2      | 21/09/04 | Sportspalais, Anversa                                                            | Belgio (bandiera)           | Belgio                |
| 3      | 22/09/04 | The Ahoy, Rotterdam                                                              | Paesi Bassi (bandiera)      | Paesi Bassi           |
| 4      | 06/10/04 | Flare's 25th Anniversary, ROM, Toronto                                           | Canada (bandiera)           | Canada                |
| 5      | 21/10/04 | AECC, Aberdeen                                                                   | -                           | Regno Unito           |
| 6      | 22/10/04 | M.E.N. Arena, Manchester                                                         | -                           | Regno Unito           |
| 7      | 23/10/04 | Metro Radio Arena, Newcastle                                                     | -                           | Regno Unito           |
| 8      | 24/10/04 | Hallam FM Arena, Sheffield                                                       | -                           | Regno Unito           |
| 9      | 26/10/04 | Birmingham NEC, Birmingham                                                       | -                           | Regno Unito           |
| 10     | 28/10/04 | Nottingham Arena, Nottingham                                                     | -                           | Regno Unito           |
| 11     | 29/10/04 | Wembley Arena, Londra                                                            | -                           | Regno Unito           |
| 12     | 30/10/04 | Wembley Arena, Londra                                                            | -                           | Regno Unito           |
| 13     | 31/10/04 | Brighton Centre, Brighton                                                        | -                           | Regno Unito           |
| 14     | 01/11/04 | Cardiff International Arena, Cardiff                                             | -                           | Regno Unito           |
| 15     | 24/11/04 | Canadian Embassy, UNICEF Concert, Trafalgar Square, Londra                       | -                           | Regno Unito           |
| 16     | 25/11/04 | Olympiahalle, Monaco di Baviera                                                  | Germania (bandiera)         | Germania              |
| 17     | 26/11/04 | Nurnburg Arena, Nurnburg                                                         | Germania (bandiera)         | Germania              |
| 18     | 27/11/04 | Leipzig Arena, Lipsia                                                            | Germania (bandiera)         | Germania              |
| 19     | 29/11/04 | Max Schmeling Halle, Berlino                                                     | Germania (bandiera)         | Germania              |
| 20     | 30/11/04 | VW Halle, Braunschweig                                                           | Germania (bandiera)         | Germania              |
| 21     | 02/12/04 | Jakobshalle, Basilea                                                             | Svizzera (bandiera)         | Svizzera              |
| 22     | 03/12/04 | Schleyerhalle, Stoccarda                                                         | Germania (bandiera)         | Germania              |
| 23     | 04/12/04 | Festhalle, Francoforte                                                           | Germania (bandiera)         | Germania              |
| 24     | 05/12/04 | Forest National, Bruxelles                                                       | Belgio (bandiera)           | Belgio                |
| 25     | 13/01/05 | Canada For Asia, CBC Broadcasting Centre, Toronto                                | Canada (bandiera)           | Canada                |
| 26     | 17/01/05 | Leicester Square, Londra                                                         | -                           | Regno Unito           |
| 27     | 27/01/05 | Palau Sant Jordi, Barcellona                                                     | Spagna (bandiera)           | Spagna                |
| 28     | 28/01/05 | Palacio Vistalegre, Madrid                                                       | Spagna (bandiera)           | Spagna                |
| 29     | 30/01/05 | Pavilhao Atlantico, Lisbona                                                      | Portogallo (bandiera)       | Portogallo            |
| 30     | 31/01/05 | Pavilhao Atlantico, Lisbona                                                      | Portogallo (bandiera)       | Portogallo            |
| 31     | 01/02/05 | Pavilhao Rosa Mota, Porto                                                        | Portogallo (bandiera)       | Portogallo            |
| 32     | 02/02/05 | Pavillon d'Armenonville, Parigi                                                  | Francia (bandiera)          | Francia               |
| 33     | 03/02/05 | Pabellon De As Travesas, Vigo                                                    | Spagna (bandiera)           | Spagna                |
| 34     | 04/02/05 | Multiusos Sanchez Paraisos, Salamanca                                            | Spagna (bandiera)           | Spagna                |
| 35     | 05/02/05 | Bizcaia Arena, Bilbao                                                            | Spagna (bandiera)           | Spagna                |
| 36     | 17/02/05 | RMS Concert, Curiohaus, Amburgo                                                  | Germania (bandiera)         | Germania              |
| 37     | 26/02/05 | Subiaco Oval, Perth - (co-headliner con Rod Stewart)                             | Australia (bandiera)        | Australia             |
| 38     | 28/02/05 | Entertainment Centre, Adelaide                                                   | Australia (bandiera)        | Australia             |
| 39     | 02/03/05 | Entertainment Centre, Sydney                                                     | Australia (bandiera)        | Australia             |
| 40     | 03/03/05 | Luna Park, Sydney                                                                | Australia (bandiera)        | Australia             |
| 41     | 04/03/05 | Entertainment Centre, Brisbane                                                   | Australia (bandiera)        | Australia             |
| 42     | 05/03/05 | Bimbadgen Estate, Pokolbin, Hunter Valley                                        | Australia (bandiera)        | Australia             |
| 43     | 06/03/05 | Poets Corner Winery, Mudgee, NSW                                                 | Australia (bandiera)        | Australia             |
| 44     | 07/03/05 | Entertainment Centre, Wollongong                                                 | Australia (bandiera)        | Australia             |
| 45     | 09/03/05 | Rod Laver Arena, Melbourne                                                       | Australia (bandiera)        | Australia             |
| 46     | 25/03/05 | UNICEF Concert, The Pyramids, Cairo                                              | Egitto (bandiera)           | Egitto                |
| 47     | 27/03/05 | Color Line Arena, Amburgo                                                        | Germania (bandiera)         | Germania              |
| 48     | 28/03/05 | The Ahoy, Rotterdam                                                              | Paesi Bassi (bandiera)      | Paesi Bassi           |
| 49     | 29/03/05 | Konig-Pilsener Arena, Oberhausen                                                 | Germania (bandiera)         | Germania              |
| 50     | 30/03/05 | Olympiahalle, Monaco di Baviera                                                  | Germania (bandiera)         | Germania              |
| 51     | 01/04/05 | Eishalle, Kapfenberg                                                             | Austria (bandiera)          | Australia             |
| 52     | 02/04/05 | Olympiahalle, Innsbruck                                                          | Austria (bandiera)          | Australia             |
| 53     | 08/04/05 | Harbour Lights, Bridgetown                                                       | Barbados (bandiera)         | Barbados              |
| 54     | 23/04/05 | Budokan, Tokyo                                                                   | Giappone (bandiera)         | Giappone              |
| 55     | 25/04/05 | Zepp, Osaka                                                                      | Giappone (bandiera)         | Giappone              |
| 56     | 26/04/05 | Koseinenkin Kaikan, Osaka                                                        | Giappone (bandiera)         | Giappone              |
| 57     | 27/04/05 | Budokan, Tokyo                                                                   | Giappone (bandiera)         | Giappone              |
| 58     | 11/05/05 | Birmingham NEC, Birmingham                                                       | -                           | Regno Unito           |
| 59     | 12/05/05 | Old Billingsgate, Londra                                                         | -                           | Regno Unito           |
| 60     | 13/05/05 | Earls Court, Londra                                                              | -                           | Regno Unito           |
| 60     | 14/05/05 | SECC, Glasgow                                                                    | -                           | Regno Unito           |
| 61     | 17/05/05 | Odyssey Arena, Belfast                                                           | Irlanda del Nord (bandiera) | Irlanda del Nord      |
| 62     | 18/05/05 | The Point Depot, Dublino                                                         | Irlanda (bandiera)          | Irlanda               |
| 63     | 19/05/05 | The Point Depot, Dublino                                                         | Irlanda (bandiera)          | Irlanda               |
| 64     | 20/05/05 | Odyssey Arena, Belfast                                                           | Irlanda del Nord (bandiera) | Irlanda del Nord      |
| 65     | 21/05/05 | Green Glens Arena, Millstreet, Cork                                              | Irlanda (bandiera)          | Irlanda               |
| 66     | 27/05/05 | The Today Show, Rockerfella Plaza, New York, NY                                  | Stati Uniti (bandiera)      | Stati Uniti d'America |
| 67     | 01/06/05 | PGE Park, Portland, OR - (co-headliner con Def Leppard)                          | Stati Uniti (bandiera)      | Stati Uniti d'America |
| 68     | 03/06/05 | Municipal Stadium, San Jose, CA - (co-headliner con Def Leppard)                 | Stati Uniti (bandiera)      | Stati Uniti d'America |
| 69     | 04/06/05 | Fresno Grizzlies Stadium, Fresno, CA - (co-headliner con Def Leppard)            | Stati Uniti (bandiera)      | Stati Uniti d'America |
| 70     | 05/06/05 | Arrowhead Credit Union Park, San Bernardino, CA - (co-headliner con Def Leppard) | Stati Uniti (bandiera)      | Stati Uniti d'America |
| 71     | 06/06/05 | Viejas Casino, Alpine, San Diego, CA                                             | Stati Uniti (bandiera)      | Stati Uniti d'America |
| 72     | 07/06/05 | HohoKam Park, Mesa, AZ - (co-headliner con Def Leppard)                          | Stati Uniti (bandiera)      | Stati Uniti d'America |
| 73     | 08/06/05 | Cohen Stadium, El Paso, TX - (co-headliner con Def Leppard)                      | Stati Uniti (bandiera)      | Stati Uniti d'America |
| 74     | 09/06/05 | SBC Center, San Antonio, TX                                                      | Stati Uniti (bandiera)      | Stati Uniti d'America |
| 75     | 10/06/05 | SBC Bricktown Ballpark, Oklahoma City, OK - (co-headliner con Def Leppard)       | Stati Uniti (bandiera)      | Stati Uniti d'America |
| 76     | 11/06/05 | La Grave Field, Fort Worth, TX - (co-headliner con Def Leppard)                  | Stati Uniti (bandiera)      | Stati Uniti d'America |
| 77     | 12/06/05 | Thomas & Mac Arena, Las Vegas, NV                                                | Stati Uniti (bandiera)      | Stati Uniti d'America |
| 78     | 01/07/05 | Campbell's Field, Camden, NJ - (co-headliner con Def Leppard)                    | Stati Uniti (bandiera)      | Stati Uniti d'America |
| 79     | 02/07/05 | Live 8, Park Place, Barrie, Toronto, ON                                          | Canada (bandiera)           | Canada                |
| 80     | 02/07/05 | Clippers Magazine Stadium, Lancaster, PA - (co-headliner con Def Leppard)        | Stati Uniti (bandiera)      | Stati Uniti d'America |
| 80     | 03/07/05 | Dutchess Stadium, Wappingers Falls, NY - (co-headliner con Def Leppard)          | Stati Uniti (bandiera)      | Stati Uniti d'America |
| 81     | 04/07/05 | Philadelphia Freedom Concert, Filadelfia, PA                                     | Stati Uniti (bandiera)      | Stati Uniti d'America |
| 82     | 05/07/05 | First Energy Park, Lakewood, NJ - (co-headliner con Def Leppard)                 | Stati Uniti (bandiera)      | Stati Uniti d'America |
| 83     | 06/07/05 | Campanelli Stadium, Brockton, MA - (co-headliner con Def Leppard)                | Stati Uniti (bandiera)      | Stati Uniti d'America |
| 84     | 08/07/05 | Ripken Stadium, Aberdeen, MD - (co-headliner con Def Leppard)                    | Stati Uniti (bandiera)      | Stati Uniti d'America |
| 85     | 09/07/05 | Keyspan Park, Brooklyn, NY - (co-headliner con Def Leppard)                      | Stati Uniti (bandiera)      | Stati Uniti d'America |
| 86     | 10/07/05 | Frontier Field, Rochester, NY - (co-headliner con Def Leppard)                   | Stati Uniti (bandiera)      | Stati Uniti d'America |
| 87     | 29/07/05 | Radio Show, Minneapolis, MN                                                      | Stati Uniti (bandiera)      | Stati Uniti d'America |
| 88     | 29/07/05 | Midway Stadium, St. Paul, MN - (co-headliner con Def Leppard)                    | Stati Uniti (bandiera)      | Stati Uniti d'America |
| 89     | 30/07/05 | Alexian Field, Schaumburg, IL - (co-headliner con Def Leppard)                   | Stati Uniti (bandiera)      | Stati Uniti d'America |
| 90     | 31/07/05 | John O'Donnell Stadium, Davenport, IA - (co-headliner con Def Leppard)           | Stati Uniti (bandiera)      | Stati Uniti d'America |
| 91     | 02/08/05 | Haymarket Park, Lincoln, NE - (co-headliner con Def Leppard)                     | Stati Uniti (bandiera)      | Stati Uniti d'America |
| 92     | 03/08/05 | Community America Ballpark, Kansas City, KS - (co-headliner con Def Leppard)     | Stati Uniti (bandiera)      | Stati Uniti d'America |
| 93     | 05/08/05 | Coveleski Stadium, South Bend, IN - (co-headliner con Def Leppard)               | Stati Uniti (bandiera)      | Stati Uniti d'America |
| 94     | 06/08/05 | Eastlake Stadium, Eastlake, OH - (co-headliner con Def Leppard)                  | Stati Uniti (bandiera)      | Stati Uniti d'America |
| 95     | 07/08/05 | Appalachian Power Park, Charleston, WV - (co-headliner con Def Leppard)          | Stati Uniti (bandiera)      | Stati Uniti d'America |
| 96     | 09/08/05 | Fifth Third Field, Dayton, OH - (co-headliner con Def Leppard)                   | Stati Uniti (bandiera)      | Stati Uniti d'America |
| 97     | 10/08/05 | Oldsmobile Park, Lansing, MI - (co-headliner con Def Leppard)                    | Stati Uniti (bandiera)      | Stati Uniti d'America |
| 98     | 12/09/05 | Canary Islands Stadium, Las Palmas                                               | Spagna (bandiera)           | Spagna                |
| 99     | 13/09/05 | Mazdapalace, Milano                                                              | Italia (bandiera)           | Italia                |
| 100    | 14/09/05 | Palasport, Torino                                                                | Italia (bandiera)           | Italia                |
| 101    | 15/09/05 | 105 Stadium, Genova                                                              | Italia (bandiera)           | Italia                |
| 102    | 16/09/05 | Hallenstadion, Zurigo                                                            | Svizzera (bandiera)         | Svizzera              |
| 103    | 18/09/05 | SAP Arena, Mannheim                                                              | Germania (bandiera)         | Germania              |
| 104    | 19/09/05 | Messenhalle, Erfurt                                                              | Germania (bandiera)         | Germania              |
| 105    | 20/09/05 | Kolnarena, Colonia                                                               | Germania (bandiera)         | Germania              |
| 106    | 21/09/05 | Sportspalais, Anversa                                                            | Belgio (bandiera)           | Belgio                |
| 107    | 23/09/05 | Ricoh Arena, Coventry                                                            | -                           | Regno Unito           |
| 108    | 24/09/05 | Maydan Nezalegnisti Square, Kiev                                                 | Ucraina (bandiera)          | Ucraina               |
| 109    | 11/10/05 | Agganis Arena. Boston, MA - (co-headliner con Def Leppard)                       | Stati Uniti (bandiera)      | Stati Uniti d'America |
| 110    | 12/10/05 | Continental Arena, East Rutherford, NJ - (co-headliner con Def Leppard)          | Stati Uniti (bandiera)      | Stati Uniti d'America |
| 111    | 13/10/05 | Hollywood Studios, Los Angeles, CA                                               | Stati Uniti (bandiera)      | Stati Uniti d'America |
| 112    | 14/10/05 | Nissan Pavilion, Bristow, VA - (co-headliner con Def Leppard)                    | Stati Uniti (bandiera)      | Stati Uniti d'America |
| 113    | 17/10/05 | Mohegan Sun Arena, Uncasville, CT - (co-headliner con Def Leppard)               | Stati Uniti (bandiera)      | Stati Uniti d'America |
| 114    | 18/10/05 | Turning Stone Casino, Verona, NY - (co-headliner con Def Leppard)                | Stati Uniti (bandiera)      | Stati Uniti d'America |
| 115    | 20/10/05 | Verizon Amphitheatre, Virginia Beach, VA - (co-headliner con Def Leppard)        | Stati Uniti (bandiera)      | Stati Uniti d'America |
| 116    | 04/11/05 | Sports Arena, San Diego, CA - (co-headliner con Def Leppard)                     | Stati Uniti (bandiera)      | Stati Uniti d'America |
| 117    | 05/11/05 | Santa Barbara Bowl, Santa Barbara, CA - (co-headliner con Def Leppard)           | Stati Uniti (bandiera)      | Stati Uniti d'America |
| 118    | 07/11/05 | Spokane Arena, Spokane, WA - (co-headliner con Def Leppard)                      | Stati Uniti (bandiera)      | Stati Uniti d'America |
| 119    | 08/11/05 | Everett Center, Everett, WA - (co-headliner con Def Leppard)                     | Stati Uniti (bandiera)      | Stati Uniti d'America |
| 120    | 10/11/05 | ARCO Arena, Sacramento, CA - (co-headliner con Def Leppard)                      | Stati Uniti (bandiera)      | Stati Uniti d'America |
| 121    | 12/11/05 | Verizon Wireless Amphitheatre, Irvine, CA - (co-headliner con Def Leppard)       | Stati Uniti (bandiera)      | Stati Uniti d'America |

### Room Service Tour 2006 (date)
| Numero | Data     | Luogo                                             | Bandiera                       | Nazione               |
| ------ | -------- | ------------------------------------------------- | ------------------------------ | --------------------- |
| 1      | 06/12/05 | Colisee De Quebec, Québec                         | Canada (bandiera)              | Canada                |
| 2      | 07/12/05 | Bell Centre, Montréal                             | Canada (bandiera)              | Canada                |
| 3      | 08/12/05 | Corel Centre, Ottawa, ON                          | Canada (bandiera)              | Canada                |
| 4      | 09/12/05 | Memorial Centre, Peterborough, ON                 | Canada (bandiera)              | Canada                |
| 5      | 10/12/05 | John Labatt Centre, London, ON                    | Canada (bandiera)              | Canada                |
| 6      | 11/12/05 | Kitchener Auditorium, Kitchener, ON               | Canada (bandiera)              | Canada                |
| 7      | 12/12/05 | WPLJ Show, China Club, New York, NY               | Stati Uniti (bandiera)         | Stati Uniti d'America |
| 8      | 14/12/05 | Sudbury Arena, Sudbury, ON                        | Canada (bandiera)              | Canada                |
| 9      | 15/12/05 | Air Canada Centre, Toronto, ON                    | Canada (bandiera)              | Canada                |
| 10     | 17/12/05 | 'Heart For Children', Berlino                     | Germania (bandiera)            | Germania              |
| 11     | 11/01/06 | MTS Centre, Winnipeg, MAN                         | Canada (bandiera)              | Canada                |
| 12     | 12/01/06 | Credit Union Centre, Saskatoon, SK                | Canada (bandiera)              | Canada                |
| 13     | 13/01/06 | Enmax Centre, Lethbridge, AB                      | Canada (bandiera)              | Canada                |
| 14     | 14/01/06 | The Centrium, Red Deer, AB                        | Canada (bandiera)              | Canada                |
| 15     | 15/01/06 | Rexall Place, Edmonton, AB                        | Canada (bandiera)              | Canada                |
| 16     | 16/01/06 | Saddledome, Calgary, AB                           | Canada (bandiera)              | Canada                |
| 17     | 18/01/06 | General Motors Place, Vancouver, BC               | Canada (bandiera)              | Canada                |
| 18     | 19/01/06 | Save On Foods Memorial Centre, Victoria, BC       | Canada (bandiera)              | Canada                |
| 19     | 20/01/06 | Save On Foods Memorial Centre, Victoria, BC       | Canada (bandiera)              | Canada                |
| 20     | 29/01/06 | Arabian Sea Country Club, Bia Qasim, Karachi      | Pakistan (bandiera)            | Pakistan              |
| 21     | 01/02/06 | Al Sadd Stadium, Doha                             | Qatar (bandiera)               | Qatar                 |
| 22     | 03/02/06 | Taj Land's End Hotel, Bandra, Mumbai              | India (bandiera)               | India                 |
| 23     | 04/02/06 | MMRDA Grounds Bandra Kurla Complex, Mumbai        | India (bandiera)               | India                 |
| 24     | 05/02/06 | Palace Grounds, Bangalore                         | India (bandiera)               | India                 |
| 25     | 06/03/06 | Kirstenbosch Gardens, Città del Capo              | Sudafrica (bandiera)           | Sudafrica             |
| 26     | 07/03/06 | Kirstenbosch Gardens, Città del Capo              | Sudafrica (bandiera)           | Sudafrica             |
| 27     | 08/03/06 | Kirstenbosch Gardens, Città del Capo              | Sudafrica (bandiera)           | Sudafrica             |
| 28     | 09/03/06 | Vodacom NMMU Indoor Sports Centre, Port Elizabeth | Sudafrica (bandiera)           | Sudafrica             |
| 29     | 11/03/06 | Westridge Park Tennis Stadium, Durban             | Sudafrica (bandiera)           | Sudafrica             |
| 30     | 12/03/06 | Coca-Cola Dome, Johannesburg                      | Sudafrica (bandiera)           | Sudafrica             |
| 31     | 14/03/06 | Tennis Stadium, Dubai                             | Emirati Arabi Uniti (bandiera) | Emirati Arabi Uniti   |
| 32     | 15/03/05 | LEAD Academy Awards, Amburgo                      | Germania (bandiera)            | Germania              |
| 33     | 30/03/06 | Mile One Stadium, Saint John's, NF                | Canada (bandiera)              | Canada                |
| 34     | 31/03/06 | Mile One Stadium, Saint John's, NF                | Canada (bandiera)              | Canada                |
| 35     | 02/04/06 | Metro Centre, Halifax, NS                         | Canada (bandiera)              | Canada                |
| 36     | 03/04/06 | Coliseum, Moncton, NB                             | Canada (bandiera)              | Canada                |
| 37     | 04/04/06 | Aitken Centre, Fredericton, NB                    | Canada (bandiera)              | Canada                |
| 38     | 05/04/06 | Civic Centre, Charlottetown, PEI                  | Canada (bandiera)              | Canada                |
| 39     | 06/04/06 | Metro Centre, Halifax, NS                         | Canada (bandiera)              | Canada                |
| 40     | 05/05/06 | Beale Street Music Festival, Memphis, TN          | Stati Uniti (bandiera)         | Stati Uniti d'America |
| 41     | 06/05/06 | Ameristar Casino Star Pavilion, Kansas City, MO   | Stati Uniti (bandiera)         | Stati Uniti d'America |
| 42     | 07/05/06 | Fillmore Auditorium, Denver, CO                   | Stati Uniti (bandiera)         | Stati Uniti d'America |
| 43     | 10/05/06 | Hilton Theatre, Las Vegas, NV                     | Stati Uniti (bandiera)         | Stati Uniti d'America |
| 44     | 11/05/06 | Hilton Theatre, Las Vegas, NV                     | Stati Uniti (bandiera)         | Stati Uniti d'America |
| 45     | 01/06/06 | Galpharm Stadium, Huddersfield                    | -                              | Regno Unito           |
| 46     | 02/06/06 | Brewery Field Stadium, Bridgend                   | -                              | Regno Unito           |
| 47     | 04/06/06 | Pearce Stadium, Galway                            | Irlanda (bandiera)             | Irlanda               |
| 48     | 06/06/06 | St James Park, Newcastle upon Tyne                | -                              | Regno Unito           |
| 49     | 08/06/06 | County Ground, Swindon                            | -                              | Regno Unito           |
| 50     | 06/07/06 | Montreux Jazz Festival, Stravinski Hall, Montreux | Svizzera (bandiera)            | Svizzera              |
| 51     | 07/07/06 | Glückaufkampfbahn, Gelsenkirchen                  | Germania (bandiera)            | Germania              |
| 52     | 08/07/06 | Werchter Festival, Werchter                       | Belgio (bandiera)              | Belgio                |
| 53     | 13/07/06 | Moon & Stars Festival, Locarno                    | Svizzera (bandiera)            | Svizzera              |
| 54     | 14/07/06 | Teak Marienburg Festival, Würzburg                | Germania (bandiera)            | Germania              |
| 55     | 15/07/06 | Seaside Festival, Aurich                          | Germania (bandiera)            | Germania              |
| 56     | 20/07/06 | Blickling Hall, Norwich                           | -                              | Regno Unito           |
| 57     | 21/07/06 | Kedleston Hall, Derby                             | -                              | Regno Unito           |
| 58     | 22/07/06 | Althorp, Northampton                              | -                              | Regno Unito           |
| 59     | 23/07/06 | Big Top Arena, Kings Dock, Liverpool              | -                              | Regno Unito           |
| 60     | 28/07/06 | Campo De Futbol, Alcazar De San Juan, Ciudad Real | Spagna (bandiera)              | Spagna                |
| 61     | 29/07/06 | Plaza De Toros, Benidorm                          | Spagna (bandiera)              | Spagna                |
| 62     | 31/07/06 | Fori Imperiali, Roma                              | Italia (bandiera)              | Italia                |
| 63     | 16/09/06 | Circus Tent, Haugesund                            | Norvegia (bandiera)            | Norvegia              |
| 64     | 17/09/06 | BCC, Tønsberg                                     | Norvegia (bandiera)            | Norvegia              |
| 65     | 19/09/06 | Messen Centre, Herning                            | Danimarca (bandiera)           | Danimarca             |
| 66     | 20/09/06 | Ballerup Super Arena, Copenaghen                  | Danimarca (bandiera)           | Danimarca             |
| 67     | 21/09/06 | Arena Nord, Frederikshaven                        | Danimarca (bandiera)           | Danimarca             |
| 68     | 22/09/06 | Lofbergs Lila Arena, Karlstad                     | Svezia (bandiera)              | Svezia                |
| 69     | 23/09/06 | Hovet, Stoccolma                                  | Svezia (bandiera)              | Svezia                |
| 70     | 25/09/06 | Hartwall, Helsinki                                | Finlandia (bandiera)           | Finlandia             |
| 71     | 05/10/06 | Pinault-Printemps-La Redoute, Parigi              | Francia (bandiera)             | Francia               |
| 72     | 07/10/06 | Brabanthallen, 's-Hertogenbosch                   | Paesi Bassi (bandiera)         | Paesi Bassi           |
| 73     | 25/10/06 | Auditorio Nacional, Città del Messico             | Messico (bandiera)             | Messico               |
| 74     | 26/10/06 | Auditorio Coca-Cola, Monterrey                    | Messico (bandiera)             | Messico               |
| 75     | 27/10/06 | Plaza De Toros Nuevo Progreso, Guadalajara        | Messico (bandiera)             | Messico               |
| 76     | 29/10/06 | Auditorio Nacional, Città del Messico             | Messico (bandiera)             | Messico               |
| 77     | 31/10/06 | Sambil Amphitheatre, Caracas                      | Venezuela (bandiera)           | Venezuela             |
| 78     | 02/11/06 | Altos De Chavon, Santo Domingo                    | Rep. Dominicana (bandiera)     | Repubblica Dominicana |
| 79     | 03/11/06 | Coliseo de Puerto Rico, San Juan                  | Porto Rico (bandiera)          | Porto Rico            |
| 80     | 19/11/06 | Sazka Arena, Praga                                | Rep. Ceca (bandiera)           | Repubblica Ceca       |
| 81     | 20/11/06 | Stadthalle, Vienna                                | Austria (bandiera)             | Austria               |
| 82     | 21/11/06 | Papp Laszlo Sportarena, Budapest                  | Ungheria (bandiera)            | Ungheria              |
| 83     | 22/11/06 | Steel Arena, Košice                               | Slovacchia (bandiera)          | Slovacchia            |
| 84     | 23/11/06 | Sporthalle, Debrecen                              | Ungheria (bandiera)            | Ungheria              |
| 85     | 25/11/06 | Stadthalle, Villaco                               | Austria (bandiera)             | Austria               |
| 86     | 26/11/06 | Tivoli, Lubiana                                   | Slovenia (bandiera)            | Slovenia              |
| 87     | 27/11/06 | Sportshalle, Osijek                               | Croazia (bandiera)             | Croazia               |
| 88     | 28/11/06 | Pionir Arena, Belgrado                            | Serbia (bandiera)              | Serbia                |
| 89     | 29/11/06 | Winter-Palace, Sofia                              | Bulgaria (bandiera)            | Bulgaria              |

## Band di supporto
- Bryan Adams - Chitarra, Cantante
- Keith Scott - Chitarra solista
- Mickey Curry - Batteria
- Gary Breit - Tastiere
- Norm Fisher - Basso

## Lista delle canzoni
La setlist di Bryan Adams in concerto presso la Cardiff International Arena a Cardiff nel quale celebra il 20º anniversario dalla pubblicazione dell'album Reckless :
- Room Service
- Open Road
- 18 til I Die

'Reckless' 20th Anniversary Celebration
- One Night Love Affair
- She's Only Happy When She's Dancin'
- Run to You
- Heaven
- Somebody
- Summer of '69
- Kids Wanna Rock
- It's Only Love
- Long Gone
- Ain't Gonna Cry

Encore:
- Let's Make a Night to Remember
- Can't Stop This Thing We Started
- Back to You
- (Everything I Do) I Do It for You
- Cuts Like a Knife
- When You're Gone
- Not Romeo Not Juliet
- The Only Thing That Looks Good on Me Is You
- Cloud #9
- Blessing in Disguise
- The Best of Me

Acoustic:
- Flying
- All for Love
- Straight from the Heart

### Lista delle canzoni -Bryan Adams at Pavilhão Atlântico, Lisbon
La setlist di Bryan Adams in concerto presso il Pavilhão Atlântico di Lisbona :
- Room Service
- Open Road
- 18 til I Die
- Let's Make a Night to Remember
- Can't Stop This Thing We Started
- Kids Wanna Rock
- Back to You
- (Everything I Do) I Do It for You
- Summer of '69
- Cuts Like a Knife
- When You're Gone
- Not Romeo Not Juliet
- Heaven
- It's Only Love
- The Only Thing That Looks Good on Me Is You
- Cloud #9
- Run to You
- The Best of Me
- Flying
- All for Love
- Straight from the Heart
- Room Service (acustica)